# Ausztriai Mária Terézia francia királyné
Ausztriai Mária Terézia (spanyolul: María Teresa de Austria, franciául: Marie-Thérèse d’Autriche; El Escorial, Spanyol Királyság, 1638. szeptember 10. – Versailles, Francia Királyság, 1683. július 30.) Habsburg-házi spanyol és portugál infánsnő, főhercegnő, XIV. Lajos hitveseként Franciaország és Navarra királynéja 1660-tól 1683-ban bekövetkezett haláláig.
Mária Terézia volt IV. Fülöp spanyol király és Franciaországi Izabella királyné egyetlen felnőttkort megért leánya, Baltazár Károly trónörökösinfáns testvére. 1660-ban kötött házasságot XIV. Lajos francia királlyal, aki mind apai, mind anyai ágról első-unokatestvére volt. A házasságra az 1635 óta húzódó francia–spanyol háborút lezáró pireneusi békeszerződés értelmében került sor. A királynénak szinte semmilyen befolyása nem volt a versailles-i udvarban, leszámítva azt az időszakot, amikor a francia–holland háború idején régensnek nevezték ki a király távolléte idejére.
A katolikus neveltetésű Mária Terézia mélyen vallásos volt, emellett jellemét kegyesnek és erényesnek írják le a kortárs történetírók. Férjével való kapcsolata boldogtalan és megaláztatásokkal teli volt, révén, hogy a király nyíltan mutatkozott és emelte fel szeretőit, akiknek tőle számtalan törvényen kívüli gyermekük is született. Mária Terézia gyermekei közül egyedül Lajos trónörökös érte meg a felnőttkort. Unokái között van a későbbi V. Fülöp spanyol király is, aki az első Bourbon-házi uralkodó volt a spanyol trónon.

## Élete

### Származása

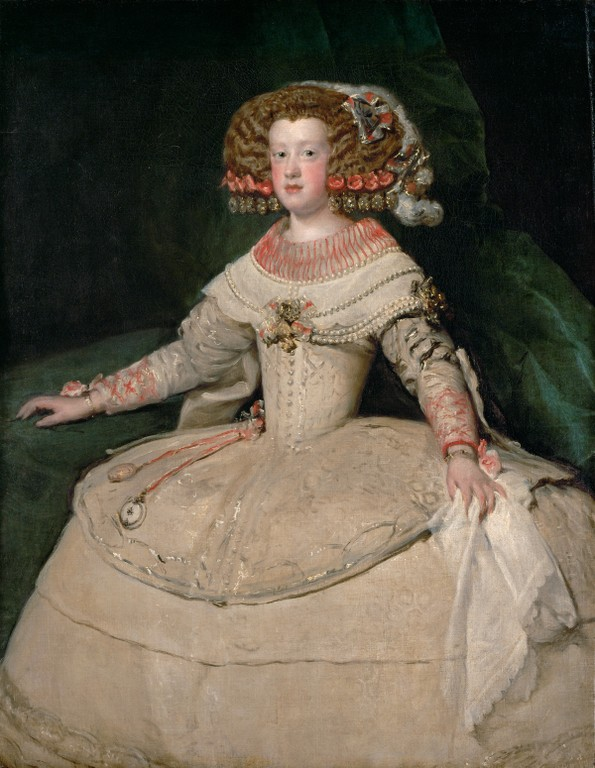
Mária Terézia spanyol infánsnő
(Diego Velázquez műve)

Mária Terézia infánsnő Madrid mellett, a Escorial palotában született.
Édesapja a Habsburg-házból való IV. Fülöp spanyol király (1605–1665) volt, III. Fülöp spanyol király (1578–1621) és Habsburg Margit osztrák főhercegnő, stájer hercegnő (1584–1611) legidősebb fia, Ausztriai Anna francia királyné (1601–1666) öccse.
Édesanyja a Bourbon-házból való Erzsébet francia királyi hercegnő (1602–1644) volt, Bourbon Izabella néven spanyol királyné, IV. Fülöp első felesége, IV. Henrik francia király és Medici Mária királyné legidősebb leánya, XIII. Lajos francia király húga.
A szülők 1615. november 25-én kötöttek egymással házasságot.
Szülei házasságából nyolc testvér született, de közülük csak Mária Terézia infánsnő érte meg a felnőttkort:
- Mária Margarita (*/† 1621), születésekor meghalt.
- Margarita Mária Katalin (*/† 1623), születésekor meghalt.
- Mária Eugénia (1625–1627), kisgyermekként meghalt.
- Izabella Mária Terézia (*/† 1627)
- Baltazár Károly (1629–1646), fiatalon meghalt.
- Ferenc Ferdinánd (*/† 1634), születésekor meghalt.
- Mária Anna Antónia (*/† 1621), kisgyermekként meghalt.
- Mária Terézia (1638–1683), XIV. Lajos francia király felesége

Féltestvérei apjának második házasságából, amelyet 1649. november 8-án kötött unokahúgával, Mária Anna osztrák főhercegnővel (1634–1696), III. Ferdinánd császár (1608–1657) és Habsburg Mária Anna spanyol infánsnő (1606–1646) leányával kötött:
- Margit Terézia Mária (1651–1673), I. Lipót császár felesége
- Mária (*/† 1655), kisgyermekként meghalt.
- Fülöp Prospero (1657–1661, kisgyermekként meghalt.
- Tamás Károly (1658–1659), kisgyermekként meghalt.
- Carlos (1661–1700), később II. Károly néven az utolsó Habsburg-házi spanyol király
- Mária (*/† 1646), születésekor meghalt.

Mária Terézia szüleinek nyolcadik, legifjabb gyermekeként született. Édestestvérei egy kivételével mind meghaltak röviddel születésük után. 1644-ben, 6 éves korában elveszítette édesanyját, Izabella királynét. 1646-ban 8 éves volt, amikor meghalt egyetlen életben maradt bátyja, a 17 éves Baltasar Carlos infáns is. 1649-ben 11 éves volt, amikor apja újra megnősült. Második felesége, egyben unokahúga, a 15 éves Mária Anna főhercegnő (1634–1696) csak 4 évvel volt idősebb mostohaleányánál, Mária Teréziánál.
Ilyen előzmények után Mária Terézia elég magányosan élt apjának udvarában. Befelé forduló, mélyen hívő katolikussá, a reformáció szigorú ellenzőjévé lett. Műveltségre nemigen oktatták. Nagyon fiatal volt még, amikor először felmerült, hogy egyszer majd XIV. Lajoshoz adják feleségül. Ennek ellenére nem oktatták francia nyelvre. Nevelését ferences szerzetesekre bízták. Ötéves korában Jean de la Palme atya, majd André de Guadalupe, végül Alfonso Vázquez atya (1663–1672), aki később Franciaországba is elkísérte. Diego Velázquez udvari festő 1651-ben megfestette az infánsnő arcképét, 1653-tól kezdve a versailles-i kastélyban, Ausztriai Anna királynénak (1601–1666), XIV. Lajos anyjának fürdőszobájában (!) függött.

### Házasságának előzményei
1656-ban a francia kormány az 1635-től folyó francia–spanyol háború befejezésére törekedett. A béketárgyalásokon felvetették, hogy az 1651-ben nagykorúsított XIV. Lajos király feleségül vehetné a spanyol király legidősebb élő leányát, Mária Teréziát, aki mind apai, mind anyai oldalról Lajos unokanővére volt. (XIV. Lajos apja, XIII. Lajos király Mária Terézia infánsnő édesanyjának, Erzsébet (Izabella) francia hercegnő testvérbátyja volt. Lajos anyja, Ausztriai Anna Maurícia spanyol infánsnő, francia anyakirályné, Mária Terézia édesapjának, IV. Fülöp királynak volt a húga. A házasság tervét az anyakirályné és Mazarin bíboros is támogatta.
IV. Fülöp ekkor még elutasította a tervet, mert (1656-ban) még nem volt saját férfi utódja, így egyetlen leánya, Mária Terézia infánsnő volt a spanyol trón várományosa. Fülöp király halála esetén a Habsburg-ház spanyol ága férfiágon kihalt volna, és a trónt Mária Terézia férje (azaz a Bourbon-házi XIV. Lajos) örökölte volna. A francia házasságot IV. Fülöp király második felesége, Mária Anna osztrák főhercegnő és annak öccse, I. Lipót német-római császár is ellenezte, mivel Mária Terézia infánsnőt I. Lipót maga akarta feleségül venni, ezzel az osztrák Habsburgoknak biztosítva a spanyol trónt. A tárgyalások elhúzódtak.
A kérdés 1658-ra égetővé vált. Az ifjú XIV. Lajos komolyan mérlegelni kezdte, hogy feleségül veszi első nagy szerelmét, Mazarin bíboros főminiszter unokahúgát, Marie Mancini (1639–1715), aki már 1655-től a szeretője volt. 1657 decemberében IV. Fülöp király második felesége végre fiút szült, Felipe Prospero infánst. A trónöröklés biztosítottnak látszott, a háborúban éppen Spanyolország került hátrányba, a spanyol udvar mégis halogatta a döntést.

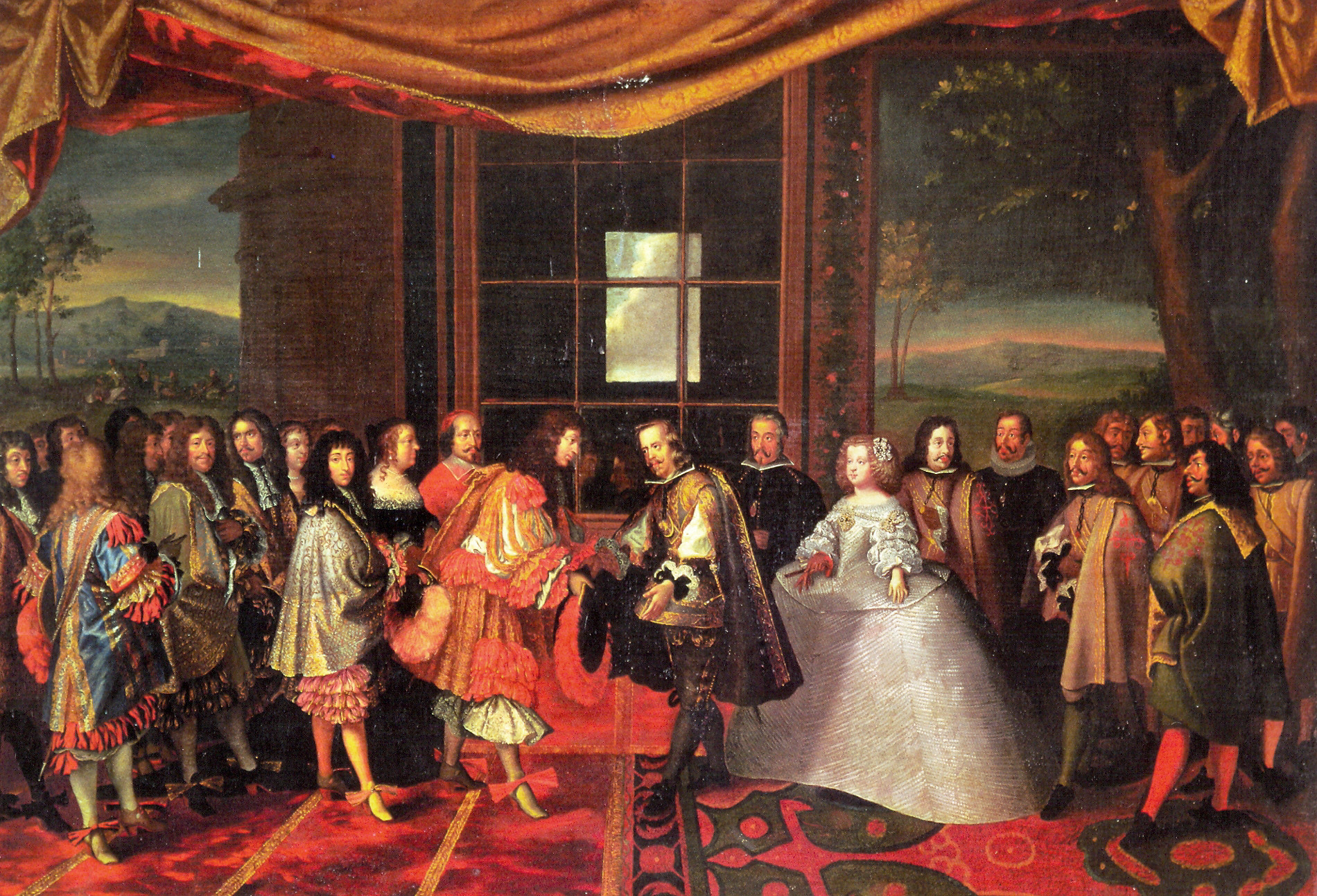
XIV. Lajos és IV. Fülöp találkozása a Fácánok szigetén (Île des Faisans), a pireneusi békeszerződés megkötése után. (Mária Terézia infánsnő jobbra látható, apja háta mögött állva)

A ravasz Mazarin ki akarta ugrasztani a nyulat a bokorból. 1658 késő őszén Lyonban XIV. Lajosnak és az anyakirálynénak „hivatalosan” előterjesztette egy új házasság tervét, amely szerint Lajos egy másik unokanővérét, Margaréta Jolanda savoyai hercegnőt (1635–1663), az elhunyt I. Viktor Amadé savoyai hercegnek (1587–1637) és Krisztina Mária francia királyi hercegnőnek (1606–1663), XIII. Lajos húgának leányát venné feleségül.
A csel „bejött”: 1658 decemberében IV. Fülöp király elszánta magát a békemegállapodásra, és beleegyezett a házasságba is. Antonio Pimentel államtitkár Fülöp különleges megbízottjaként Lyonba utazott. Mazarin megszakította a Savoyai-házzal folytatott tárgyalásait. 1659 februárjában Pimentel és Mazarin tárgyalásai Párizsban folytatódtak. Június elejére elkészült a békemegállapodás, augusztus 13-tól már a Baszkföldön, a Bidassoa határfolyó szigetén (Île des Faisans) tárgyaltak főminiszterek, Mazarin és Luis Méndez de Haro. Maga XIV. Lajos továbbra is Marie Manciniba volt szerelmes. Mazarin csak nagyon nehezen tudta őt rávenni, hogy alávesse magát az államérdeknek, és szakítson Marie-val.
1659. október 17-én Antoine de Gramont herceg (1604–1678), Franciaország marsallja, XIV. Lajos képviseletében Madridban megkérte Mária Terézia infánsnő kezét. november 7-én Mazarin és Luis de Haro aláírták a pireneusi békeszerződést, amely Franciaországnak területi nyereségeket hozott, és amelybe belefoglalták a spanyol infánsnőnek Franciaország királyával kötendő házasságát. Záradéka kimondta, hogy Mária Terézia a maga és születendő utódai nevében lemond a spanyol trón iránti igényéről, ha IV. Fülöp király hatalmas, 500 000 arany écu összegű hozományt fizet XIV. Lajosnak. A háborúból kilábaló Spanyolország ekkora summát nem tudott előteremteni, a záradék kényszerű elfogadása már a nagyhatalommá nőtt Franciaország fenyegető erejét mutatta.

### Házassága

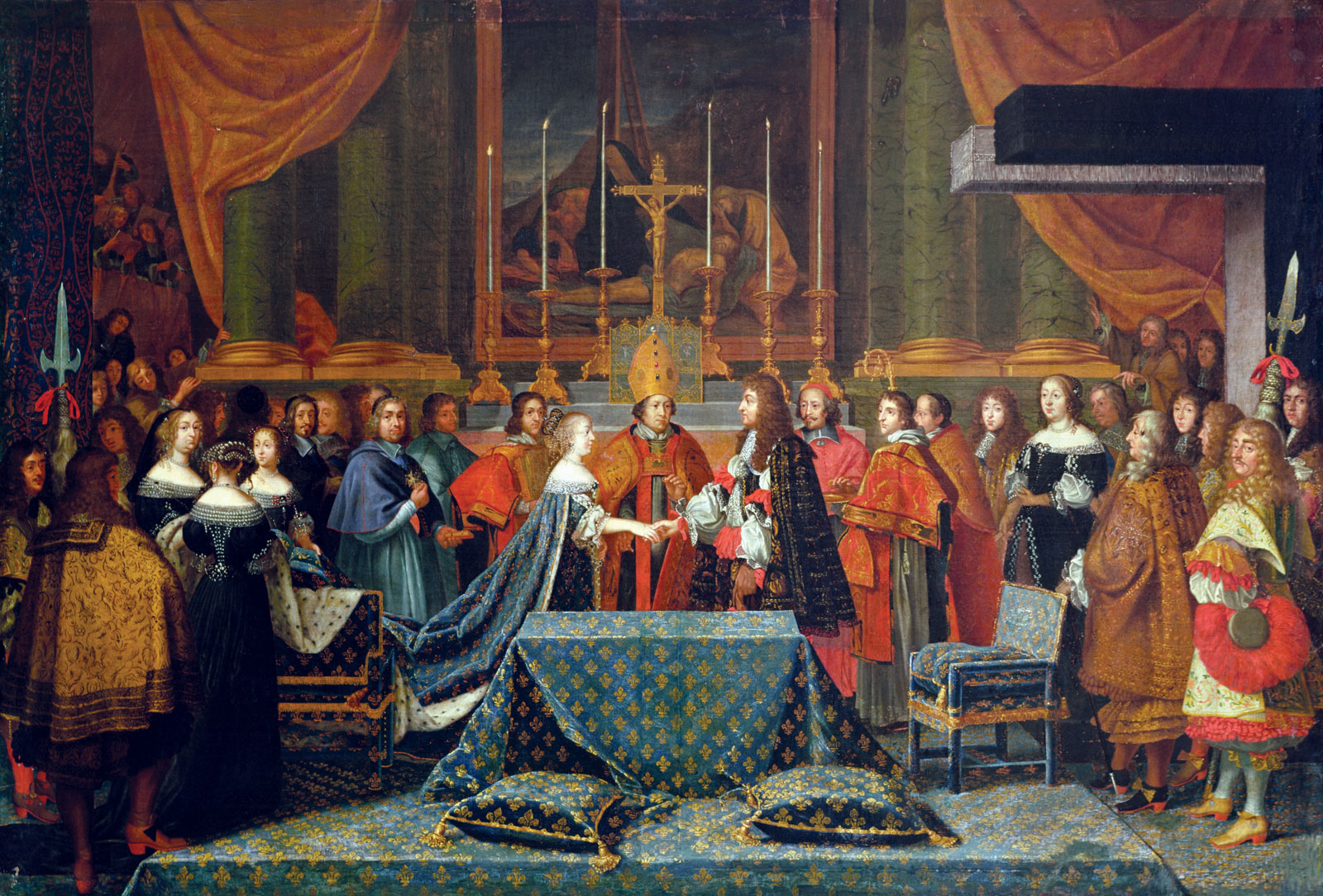
XIV. Lajos és Mária Terézia esküvője, 1660

A pireneusi békeszerződés aláírása után 7 hónappal IV. Fülöp király elkísérte leányát a francia határra. Az első esküvőt 1660. június 3-án tartották, még spanyol területen, a baszkföldi Fuenterrabía (baszk nevén Hondarribia) székesegyházában. A távol lévő vőlegényt Luis de Haro főminiszter képviselte. Három nappal később a két királyi család és udvartartásaik a Bidassoa határfolyó szigetén (Île des Faisans) találkoztak. Június 4-én Ausztriai Anna anyakirályné, fiával együtt meglátogatta öccsét, IV. Fülöp királyt, XIV. Lajos ekkor látta először jövendőbelijét. Június 6-án a két király ünnepélyesen békét kötött. A következő napon a menyasszony örökre szóló búcsút vett édesapjától, és átlépte a díszes szőnyegekkel kijelölt határvonalat.
1660. június 9-én az aquitániai Saint-Jean-de-Luz templomában a 22 éves XIV. Lajos király ünnepélyes külsőségek között feleségül vette Mária Terézia infánsnőt, aki mindössze 5 nappal volt fiatalabb nála. Az új királyné ruhájának uszályát az Orléans-i ház két ifjú hercegnője hordozta. A nászéjszakát követően a házasfelek megelégedettnek mutatkoztak.
Augusztus 26-án ünnepélyesen bevonultak Párizsba. A római diadalmenetek mintájára szervezett menet alkalmi diadalívek alatt haladt el, útját antik szobrok sora szegélyezte. A királyi párt főnemesek, egyházi főméltóságok és a Sorbonne professzorai fogadták, a város vezetőitől átvették Párizs kulcsait.

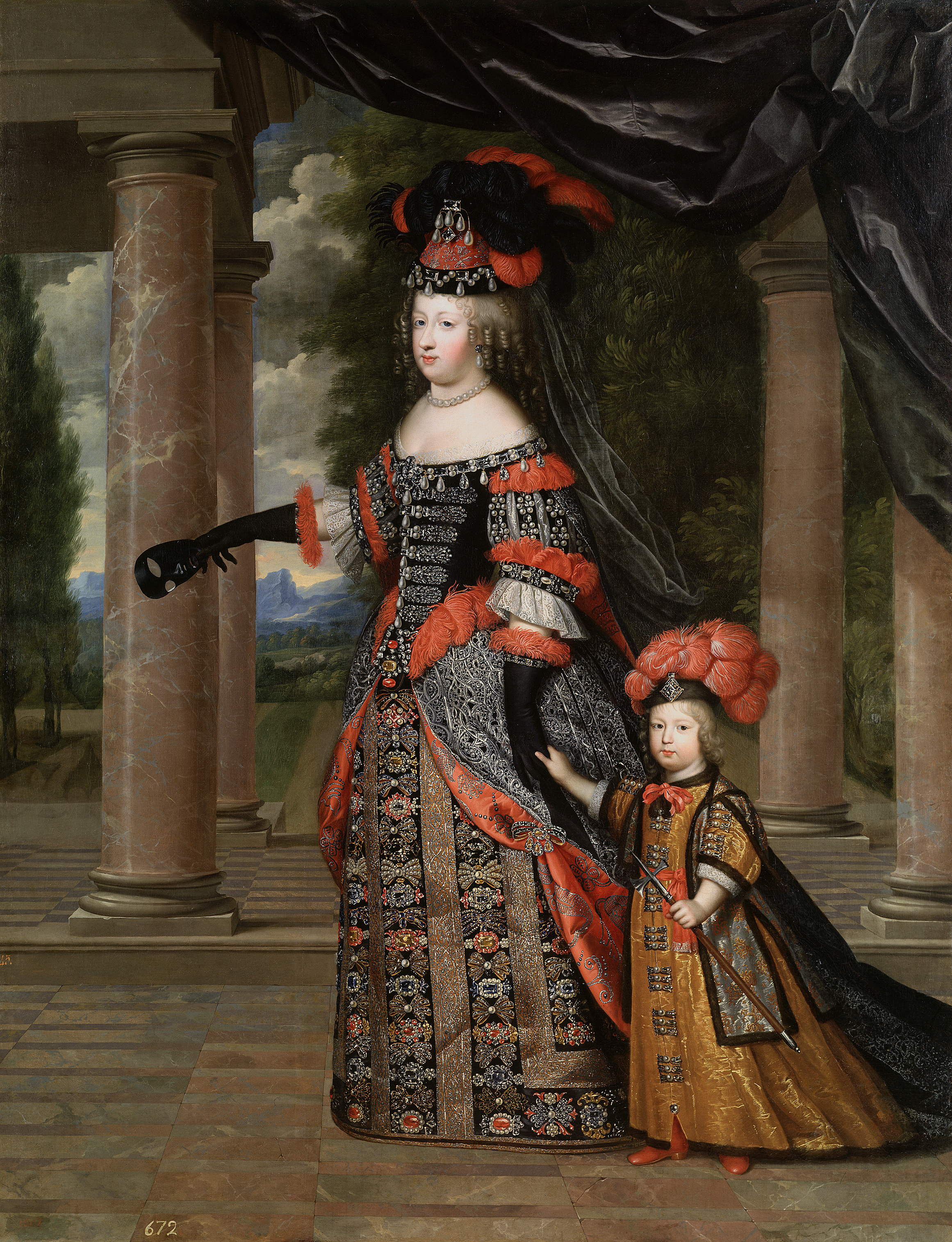
Mária Terézia királyné és fia, Lajos herceg, a Nagy Dauphin

### Gyermekei
XIV. Lajos és Mária Terézia infánsnő házasságából három fiú és három leány született, de valamennyien meghaltak röviddel születésük után, csak a legidősebb fiú, Lajos francia királyi herceg, a trónörökös érte meg a felnőttkort (de ő is meghalt, még apjának életében):
- Louis (1661–1711), az első trónörökös, „le Grand Dauphin”.
- Anne Élisabeth (*/† 1662), csecsemőkorban meghalt.
- Marie Anne (*/† 1664), csecsemőkorban meghalt.
- Marie Thérèse (1667–1672), kisgyermekként meghalt.
- Philippe Charles (1668–1671), Anjou hercege, kisgyermekként meghalt.
- Louis François (*/† 1672), Anjou hercege, csecsemőkorban meghalt.

### Első évei a francia királyi udvarban
A házasság első éve boldogan telt, a király teljes figyelmét ifjú feleségének szentelte. A szigorúan vallásos, mélyen hívő, szemérmes Mária Terézia azonban nem tudta tartósan magához kötni nagy természetű férjét. Ebben kevéssé vonzó testi adottságai is szerepet játszottak. Alacsony termetű, lapos mellű nő volt, rossz fogakkal, a Habsburgokra jellemző sápadt arcszínnel. Bár szerény, kötelességtudó, férjét őszintén tisztelő és szerető asszony volt, de hiányos oktatása miatt nem volt különösebben művelt. Életkora ellenére naiv és gyermeki személyiség volt. Nem tudta magáévá tenni a francia udvar frivol stílusát, ami kiáltó ellentétben állt a spanyol udvar szigorú etikettjével. Nem kedvelte se a táncot, se a művészeteket, se az irodalmat. Rossz francia nyelvtudása miatt nem tudott bekapcsolódni az udvari társaság ironikus csevegésébe. Háta mögött gúnyos megjegyzésekkel kezdték illetni. Nem tudott anyósának (egyben nagynénjének), Ausztriai Annának nyomdokába lépni, aki a maga idején az udvari élet középpontjában állt. Mária Teréziát gyorsan háttérbe szorították a király változó kegyencnői.
A király kívánságára Mária Terézia beleegyezett, hogy hazaküldjék teljes spanyol kíséretét. Csak saját orvosa, belső komornája, Mária Molina, és gyóntatóatyja, Alfonso Vázquez maradtak mellette. Vázquezt a király később szintén hazaküldte, mert nem számolt be neki a királyné gyónási titkairól. (Vázquezt szolgálataiért IV. Fülöp ekkor Cádiz püspökévé nevezte ki). A királyné új gyóntatóatyja Michel de Soria lett, őt négy évvel később Bonaventura de Soria követte.
Mária Terézia ígéretet vett férjétől, hogy az sohasem fogja őt elküldeni maga mellől. A király elfogadta ezt az egyezséget, és a házaspár mindig együtt lakott, még utazásaik során is. Később, amikor Lajos már a kegyencnőivel hált, akkor is ügyelt, hogy feleségének is megadja, amit kíván. Ha a király megfelelően teljesítette házastársi kötelességét, másnap Mária Terézia az egész udvar előtt nyíltan és vidáman kimutatta elégedettségét.
1661. március 9-én elhunyt Mazarin bíboros. A király saját kezébe vette az államügyeket. Döntéseibe sem a királyi család tagjai, sem a főnemesek nem szólhattak bele. Mária Teréziának sem volt befolyása a politikai ügyekre, sőt a királyné szava kevesebbet nyomott a latban, mint a királyi kegyencnőké. Mária Terézia kutyáival és udvari törpéivel töltötte idejét, akik az ő asztalánál étkeztek. Személyi kíséretébe igyekezett spanyol futárokat és küldöncöket beválogatni, akikkel anyanyelvén beszélgethetett. A királynak sok pénzébe került feleségének kártyaszenvedélye, mert Mária Terézia rendszeresen nagy összegeket veszített.
Ausztriai Anna anyakirályné saját leányaként szerette Mária Teréziát, és igyekezett megóvni őt az udvari intrikáktól. A fiatal királyné gyakran vonult vissza anyósa társaságába, akivel kasztíliai anyanyelvén társaloghatott, és sok forró kakaót ihatott. Mindketten mélyen hívő, istenfélő személyek voltak, gyakran jártak együtt misére, adakoztak a szegények javára, kolostorokat és templomokat támogattak. A királyné rendszeresen olvasta Pedro de Alcántara és Szalézi Szent Ferenc egyházatyák műveit.
Sógora, Fülöp orléans-i herceg (1640–1701), XIV Lajos öccse, a Monsieur 1661. március 31-én feleségül vette Stuart Henrietta Anna angol királyi hercegnőt (1644–1670), az 1649-ben kivégzett I. Károly angol király és Henrietta Mária francia királyi hercegnő (1609–1669) legifjabb leányát, XIV. Lajos nyomban udvarolni kezdett neki is. A király viszonya sógornőjével, a Madame-mal nem tartott sokáig, Lajos hamarosan „átnyergelt” Henrietta Anna hercegnő egyik udvarhölgyére, Louise Françoise de La Vallière kisasszonyra.
1661. november 1-jén megszületett Lajos herceg, a trónörökös. A király spanyol zenészeket és táncosokat fogadott fel, akik a vajúdás óráiban a királyné ablaka hazájának zenéjét és dalait adták elő, elterelve figyelmét a fájdalmakról. A trónörökös születése csak átmenetileg erősítette Mária Terézia helyzetét az udvarban. 1662 februárjában Olympe Mancini, Soissons grófnéja (Mazarin bíboros unokahúga) beárulta Mária Teréziának a király és Louise de la Vallière titkolt viszonyát. A féltékeny és megalázott királyné tehetetlen volt vetélytársával szemben. A kegyencnőt eltávolították ugyan a Madame szolgálatából, de a király nem szakította meg a viszonyt vele.
1662-ben és 1664-ben a királynénak két leánya született, de mindketten meghaltak röviddel születésük után. 1664 májusában, amikor a Versailles-i kastély építése befejeződött, XIV. Lajos megrendezte a később híressé vált pazar kerti ünnepségsorozatok közül az elsőt, az egy héten át tartó „Elvarázsolt sziget örömeit” (Plaisirs de l’Isle Enchantée), hivatalosan a király, a királyné és az anyakirályné tiszteletére, a király azonban valójában szeretőjét, Louise Françoise de La Vallière-t ünnepeltette.

### Nehéz évtized
A következő években Mária Teréziának tehetetlenül nézte férjének sorozatos gáláns kalandjait. Legügyesebb szeretőinek Lajos magas nemesi címeket és birtokadományokat juttatott, törvénytelen gyermekeit is magas méltóságokba emelte.
1665 szeptemberében elhunyt az édesapja, IV. Fülöp spanyol király. 1666. január 20-án meghalt anyósa és nagynénje, Ausztriai Anna anyakirályné, akiben Mária Terézia pótolhatatlan barátot és szövetségest veszített el. Egy héttel később, az anyakirályné emlékére Saint-Germain-ben megtartott gyászmisén még azt a megaláztatást is el kellett szenvednie, hogy Louise de La Vallière-t, férjének szeretőjét a dísztribünön az ő jobb oldalára ültették. A király hamarosan új szeretőt talált, Montespan márkinét, akit hivatalos kegyencnői rangra emelt. Louise de La Vallière-nek meg kellett elégednie a második szerető helyével.
1667-ben XIV. Lajos megindította a devolúciós háborút (1667–1668) azzal az ürüggyel, hogy IV. Fülöp nem fizette ki teljes egészében Mária Terézia hozományát, ezért Lajos semmisnek nyilvánította felesége lemondását spanyol trónigényéről. XIV. Lajos a brabanti örökösödési jogra hivatkozott, amely szerint az első feleségtől született gyermekek joga megelőzi a második feleségtől született gyermekek jogát. (Ez volt a „devolúció” jogintézménye). Mivel az elhunyt IV. Fülöp első házasságából származó gyermekei közül csak Mária Terézia élt, XIV. Lajos a felesége nevében bejelentette igényét a Spanyol-Németalföldre, amit a francia haderő gyors hadjárattal el is foglalt. A hadjáratba a király magával vitte egész udvartartását, és Mária Teréziát is arra utasította, hogy hintójában együtt utazzon férjének két szeretőjével, Louise de La Vallière-rel és Montespan márkinéval. A köznép gúnyosan emlegette a „három királynét”.

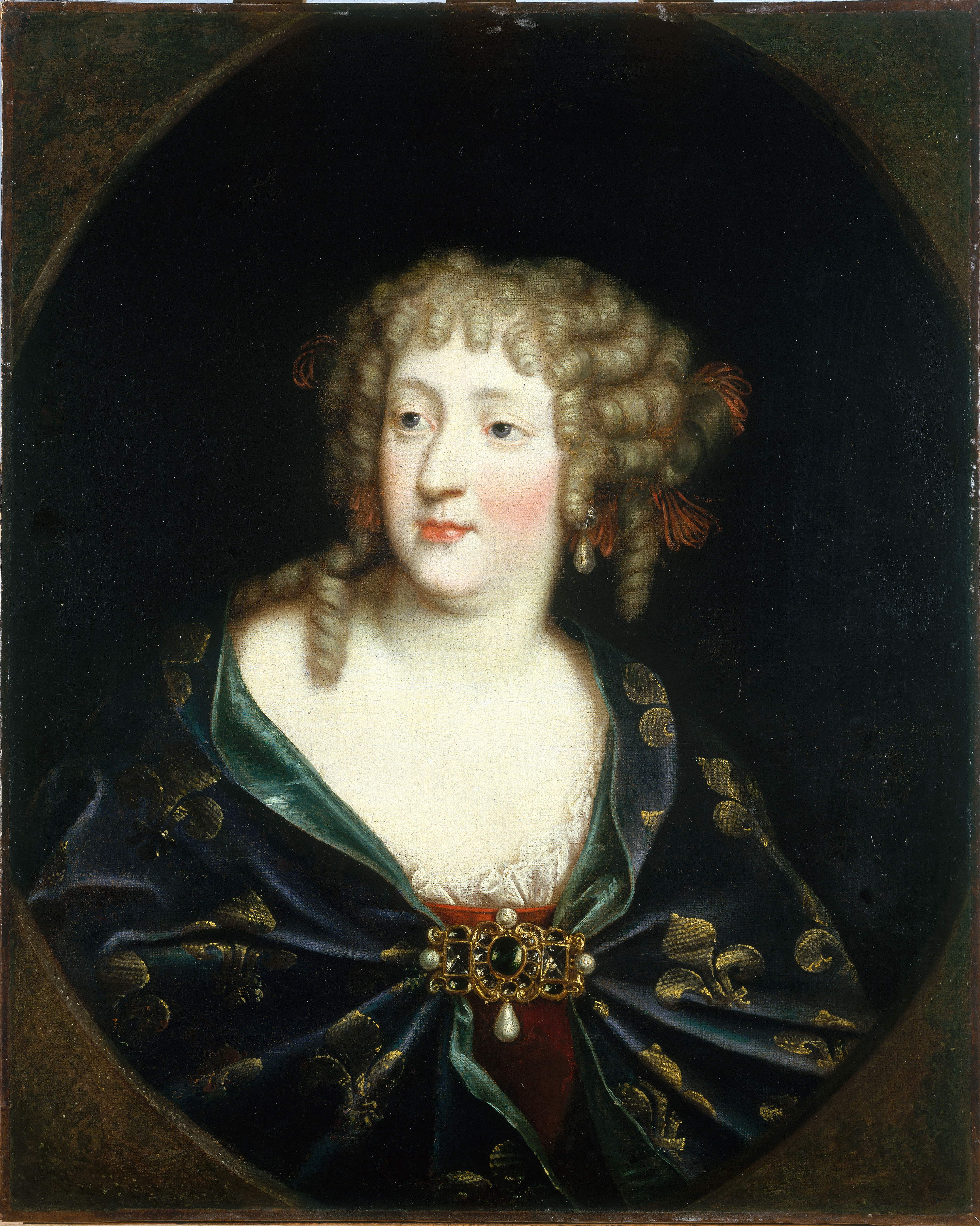
Mária Terézia királyné, 1680 körül

A szerény Louise Françoise de La Vallière-rel ellentétben Montespan márkiné harsányan és szemtelenül viselkedett Mária Teréziával szemben. A háttérbe szorított, megalázott királyné csak „királyi szajhának” nevezte a kegyencnőt. Az évek során Montespan márkiné 7 gyermeket szült XIV. Lajosnak. Mária Teréziát viszont tragédiák sújtották: 1671-ben meghalt hároméves fia, Philippe-Charles, Anjou hercege, 1672-ben ötéves kislánya, Marie-Thérèse és újszülött kisfia, Louis-François is, aki egy évvel korábban meghalt bátyja után szintén Anjou hercegének címét kapta. Öt gyermekének elvesztése után már csak legidősebb fia élt, Louis herceg (1661–1711), az Első Trónörökös („le Grand Dauphin”).
1674-ben a király megengedte, hogy Louise de La Vallière elhagyja az udvart, és kolostorba vonuljon. A hölgy nyilvánosan bocsánatot kért a királynétól minden bánatért, amit viselkedésével okozott neki. Mária Terézia kegyesen elbocsátotta azzal, hogy már régen megbocsátott neki.
Politikai szerepet alig vitt. 1667-ben, 1672-ben és 1678-ban, amikor XIV. Lajos hadba vonult, a királyné rövid ideig régensként kormányozta az országot, férjének tanácsadóira támaszkodva.

### Utolsó évei
Idő múltával Mária Terézia beletörődött sorsába, féltékenységét elfojtotta, nem perlekedett urával annak nyilvános nőügyei matt. Lajos ennek fejében gondoskodott a királynénak kijáró tisztelet összes külső jeléről. Saját kis udvartartást biztosított számára, ahová visszavonulhatott spanyol udvarhölgyeivel és törpéivel. A hitbuzgó királyné rendszeresen gyakorolta a francia királynék ősi szokásait is. Közkórházakban (többek között Saint-Germain-en-Laye-ban) szolgált irgalmas ápolónővérként. Támogatta a ferences rendet, Poissy-ban zarándokszállást alapított azon görvélykóros betegek számára, akik külföldről utaztak Párizsba, hogy a francia király kezének érintésétől reméltek gyógyulást.
Egy évtizednyi kegyencnői csillogás után Montespan márkiné elvesztette a király kegyét, helyére Madame de Maintenon lépett, a király balkézről való gyermekeinek nevelője, akivel Lajos már 1675-től viszonyt folytatott. Az új kegyencnő arra ösztökélte Lajost, szenteljen több figyelmet törvényes feleségének. Mária Terézia királyné barátságával tüntette ki a jólelkű kegyencnőt.

### Halála
1683 júniusában a királyi udvar Burgundiában és Elzászban tett utazást. Június 20-án tértek vissza Versailles-ba. Néhány nappal később Mária Terézia karján egy tályog keletkezett. Az orvosok megpróbálták kezelni, de sikertelenül. Az akkor szokásos módszerek, az érvágás és a féreghajtó szerek csak rontottak a beteg helyzetén. Legyengült, fájdalmai fokozódtak, vérmérgezés alakult ki. Feladták neki az utolsó kenetet. 1683. július 30-án halt meg, 44 éves korában.
Uralkodónak kijáró, parádés temetést kapott. A királyi család temetkezőhelyén, a Saint-Denis-székesegyházban temették el. Jacques-Bénigne Bossuet, a híres hitszónok búcsúztatta. A gyászmisén elhangzott Jean-Baptiste Lully Rekviemje. Egyházi szónokok és írók számos emlékverset alkottak emlékezetére, amelyekben hangsúlyozták hitbuzgóságát, alázatosságát, belenyugvással viselt megaláztatásait.
Váratlan és gyors halála miatt rebesgetni kezdték, hogy megmérgezték volna. Ezt azonban semmi sem támasztja alá. (Még friss volt a hírhedt „mérgezési ügy” emléke, amelynek számos főrangú személy esett áldozatul, és amelynek nyomozása 1670–1680 között folyt). A nyughatatlan vérű XIV. Lajos önkényuralkodói gondolkodásmódját jól jellemzi, hogy minden jel szerint őszintén meggyászolta feleségét, akit életében számtalan nővel csalt meg. De a gyászt nem viselte sokáig: két hónappal később, 1683. október 9-éről 10-re virradó éjszaka titokban feleségül vette Madame de Maintenont.

### Utódainak későbbi sorsa
Egyetlen felnőtt fia, Lajos herceg, a Nagy Trónörökös, 1711-ben váratlanul, még apjának életében meghalt. A következő évben, 1712-ben a Nagy Dauphin fiát, Lajos burgundiai herceget (1682–1712), XIV. Lajos és Mária Terézia unokáját is elvitte a betegség. XIV. Lajos trónját végül dédunokája, a burgundiai herceg harmadik fia, Lajos, Anjou hercege örökölte 1715-ben, XV. Lajos néven.
1700-ban az utolsó Habsburg-házi spanyol király, II. Károly, Mária Terézia féltestvére (mostohaanyjának, Mária Anna osztrák főhercegnőnek fia) gyermektelenül elhunyt. Mária Terézia unokája, Fülöp, Anjou hercege, az Első Trónörökös fia is bejelentette igényét a spanyol trónra. A spanyol örökösödési háborúban XIV. Lajos érvényesíteni tudta Franciaország érdekeit, és unokáját, Anjou hercegét V. Fülöp néven elismertette Spanyolország első Bourbon-házi királyának.

## További irodalom
- Ian Dunlop: Louis XIV, Pimlico, London, 2001. (angolul)
- Benedetta Craveri, Königinnen und Mätressen, Mailand 2005, dt. München 2008. (németül)
- Uwe Schultz: Der Herrscher von Versailles. Ludwig XIV. und seine Zeit. C. H. Beck, München 2006. (németül)
- Bernd-Rüdiger Schwesig: Ludwig XIV. Rowohlt Taschenbuch Verlag GmbH, 3. Auflage, Reinbek bei Hamburg 1993. (németül)
- Simone Bertière: Les Femmes du Roi-Soleil, Éditions de Fallois, 1998. (franciául) ISBN 2-253-14712-5
- Antonia Fraser: Les Femmes dans la vie de Louis XIV, Flammarion, 2007. (franciául)
- Jean Pierre Rorive: Petites histoires des grands de France, Jourdan, 2005. ISBN 2-930359-35-8 (franciául)